# Vellozia teres
Vellozia teres är en enhjärtbladig växtart som beskrevs av Lyman Bradford Smith och Edward Solomon Ayensu. Vellozia teres ingår i släktet Vellozia och familjen Velloziaceae. Inga underarter finns listade.